# Luigi Chiozza
Luigi Chiozza (Trieste, 20 dicembre 1828 – Cervignano del Friuli, 21 maggio 1889) è stato un chimico e imprenditore italiano.

## Biografia
La famiglia, proveniente da Loano, si era stabilita a Trieste dove, con le agevolazioni concesse dal governo austroungarico, aveva sviluppato diverse attività imprenditoriali con buoni risultati. Con una formazioni acquisita in diversi centri europei, Luigi Chiozza frequentò il laboratorio del francese Charles Gerhardt. A Milano fu direttore della Scuola incoraggiamento arti e mestieri. Fra le sue prime importanti scoperte, c'è la preparazione sintetica dell'aldeide cinnamica, compiuta nel 1854.
Nel 1857 si unì in matrimonio con Pisana di Prampero, giovane ragazza di una nobile famiglia friulana, che morì a 21 anni lasciando una figlia piccola. Quindi, Chiozza si trasferì da Milano a Scodovacca presso la villa di famiglia. Per continuare la sua attività di ricercatore scientifico, Chiozza trasformò alcuni locali del fabbricato adibendoli a laboratorio dove, nel 1870, fu ospite anche lo scienziato francese Louis Pasteur. Tra i risultati che raggiunsero quello di debellare la pebrina, una malattia che in tutta Europa aveva colpito gli allevamenti del baco da seta. Il Chiozza si dedicò anche alla sistemazione del grande parco che circondava la villa e ne fece un autentico giardino all'inglese sviluppato in scorci affascinanti, con l'accostamento di pregiate essenze arboree, sentieri e ruscelli.

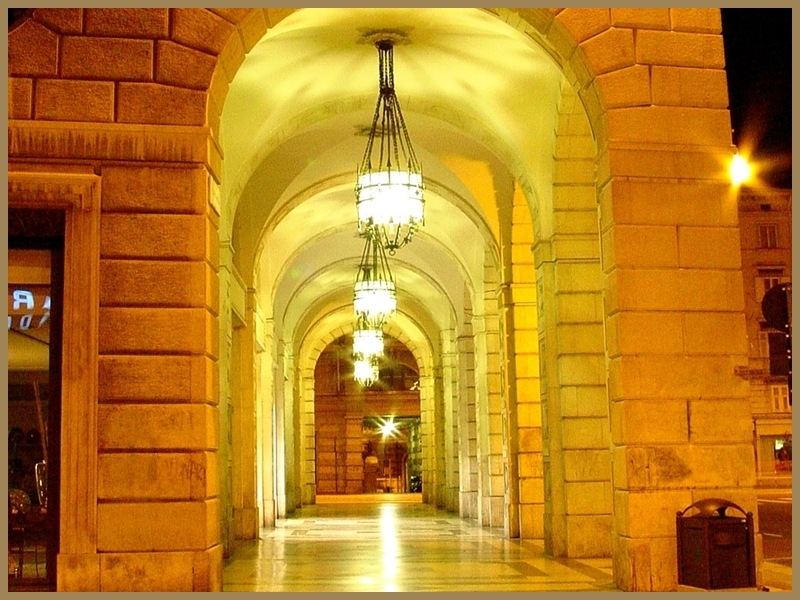
I volti di Chiozza, alla base dell'omonimo palazzo, Trieste

Nel 1865 fondò a Perteole, frazione di Ruda, l'Amideria Chiozza, in cui iniziò una produzione di amido, dapprima dal grano e, a partire dal 1872, dal riso. La scelta di realizzare questa fabbrica si dimostrò azzeccata in quanto il prodotto si prestava a molti utilizzi, tra i quali quelli nell'industria farmaceutica, nella produzione di addensanti alimentari, colle, gelatine, eccetera.
La fabbrica rimase proprietà della famiglia fino alla fine della prima guerra mondiale e la produzione annua di amido raggiunse anche le 2.500 tonnellate. La fabbrica giunse a contare 100 dipendenti e poté essere considerata tra le più grandi d'Italia.

## Toponomastica
La villa e il parco di Scodovacca ora sono di proprietà della Regione Friuli-Venezia Giulia e ospitano la sede di Turismo FVG.
Scodovacca è una frazione del comune di Cervignano del Friuli; la Pubblica Amministrazione ha intitolato una via al Luigi Chiozza. A Trieste sono famosi i "Portici (o Volti) di Chiozza", portici del palazzo che una volta era della famiglia ed è sito nel centro della città, frequentemente citati da Italo Svevo in La coscienza di Zeno.